# 김천종합스포츠타운
김천종합스포츠타운(金泉綜合스포츠타운, Gimcheon Sports Town)은 대한민국 경상북도 김천시에 있는 스포츠 시설 단지이다. 종합운동장, 보조경기장, 실내체육관, 배드민턴장, 수영장, 테니스장, 롤러 경기장, 국궁장, 사격장, 스쿼시장 등 여러 스포츠 경기 시설이 갖춰져 있다. 2006년 전국체육대회가 개최되었다.

## 참고 문헌
- 〈김천종합스포츠타운〉. 《한국향토문화전자대전》. 한국학중앙연구원. 2021년 10월 9일에 원본 문서에서 보존된 문서. 2019년 8월 13일에 확인함.

## 같이 보기
- 김천종합운동장
- 김천종합스포츠타운 보조경기장
- 김천실내체육관